# Action républicaine démocratique espagnole
L'Action Républicaine démocratique espagnole (en espagnol : Acción Republicana Democrática Española, ARDE) est un parti politique espagnol fondé en exil en 1960. Il s'agit de la fusion, l'année précédente, de Izquierda Republicana et l'Unión Republicana. Sa présence sur l'échiquier politique est très faible, tout en gardant une petite représentation au niveau local, comme c'est le cas à Segorbe dans la Communauté valencienne. Depuis 2013, Acción Republicana est intégrées au parti politique  Alternative républicaine (ALTER) (es), réunissant  d'anciens militants de la Gauche républicaine (IR). 